# Île Madame
Pour les articles homonymes, voir Île Madame (homonymie).
L'île Madame  est une île française, baignée par les eaux du golfe de Gascogne, au large des côtes de la Charente-Maritime et appartenant à l'archipel charentais.
Elle est située sur la rive gauche de l'estuaire de la Charente au large du petit port ostréicole de Port-des-Barques, commune à laquelle elle est administrativement rattachée, au sud de la presqu'île de Fouras. Elle est reliée au continent par un tombolo appelé la Passe aux bœufs. Elle fait face à la pointe de Piédemont, sur le continent, dont elle n'est éloignée que de 950 mètres. L'île d'Aix se trouve à 6,80 km au nord-ouest.

## Géographie
L'île Madame est la deuxième plus petite des cinq îles charentaises qui sont, par taille décroissante : l'île d'Oléron, l'île de Ré, l'île d'Aix, l'île Madame et l'île de Nôle. Comme ses voisines, elle appartient administrativement au département de la Charente-Maritime, lequel se situe dans la région Nouvelle-Aquitaine. Il s'agit en fait d'un écart de la commune de Port-des-Barques, commune créée en 1947 par scission de Saint-Nazaire-sur-Charente.
L'île Madame est une toute petite île, dont la superficie totale est de 0,78 km2. Elle s'étire sur une longueur maximale de 800 m et sur une largeur maximale de 400 m.
Elle est reliée au continent par une voie surélevée compactée, faite de sable, graviers et cailloux, appelée la Passe aux Bœufs, longue d'environ 1 km, accessible uniquement à marée basse. Il s'agit d'un tombolo, cordon dunaire formé de dépôts d'origine sédimentaire et fluviale, qui est en train de souder l'île Madame au continent. Cette passe est particulièrement fréquentée par de nombreux touristes à pieds pendant la période estivale ; pourtant soumise au même phénomène de marée que celui observé au Mont-Saint-Michel, la zone présente donc les mêmes dangers.
Un grand panneau indique aux usagers du Tombolo de se renseigner avant toute promenade et les dangers de la marée montante.  
Un platier rocheux d'environ 2 km, nommé la Passe aux Filles, dessert des parcs à huîtres au nord-ouest.  

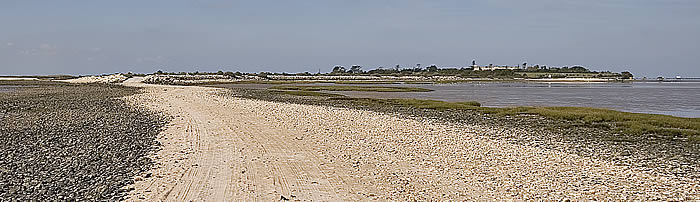
La passe aux Bœufs à marée basse, en direction de l'île.

Les rivages de l'île Madame sont constitués, essentiellement, de rochers et de petites falaises, de banches, ainsi que de petites plages de galets, avec peu de sable. Son assise géologique, qui prolonge le plateau de la Saintonge, diffère sensiblement de celle de la presqu'île de Fouras et de l'île d'Aix, étant formée de calcaires gréseux du Crétacé et de sédiments marins et fluviatiles du Quaternaire issus de la dernière transgression flandrienne.

## Histoire
Elle tiendrait son nom, soit d'Anne de Rohan-Chabot, maîtresse de Louis XIV, soit de l'abbesse de l'abbaye aux Dames de Saintes, qui portait le titre de « Madame de Saintes ». Elle s'est aussi appelée l'île de la Garenne, sans doute à cause de l'abondance des lapins du même nom qui étaient initialement ses seuls habitants. Sous la Révolution, elle est appelée l'île Citoyenne.

### XVIIIesiècle
Au nord de l'île, se trouvent une redoute (ancienne fortification militaire) de forme carrée, édifiée en 1703 et partiellement constituée de pierre de Crazannes, ainsi que des casemates. Ces constructions participaient au système de défense de la « rade de Rochefort », à l'entrée de la vaste embouchure de la Charente, pour protéger Rochefort et son arsenal militaire.

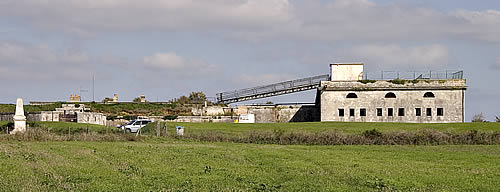
La redoute.
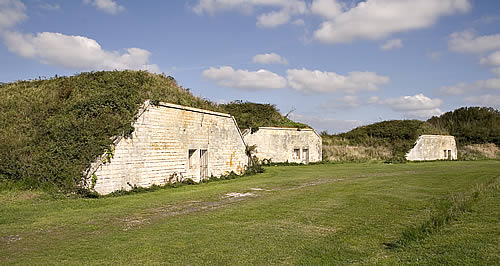
Les casemates implantées sur le bord de la côte.

Au sud-est de l'île, une grande croix de galets posée à même le sol, marque l'endroit où furent ensevelis 254 des 829 prêtres réfractaires déportés et morts en 1794. Ce site est la destination d'un pèlerinage tous les ans au mois d'août : les participants traversent la passe aux Bœufs à pieds avec un galet en main qu'ils déposent à l'arrivée sur la croix. 829 prêtres réfractaires, ayant refusé de prêter serment à la nouvelle constitution, furent emprisonnés à bord des pontons de Rochefort, le Washington et les Deux Associés, d'anciens navires négriers, puis au large de l’île d’Aix enfin sur l’île Madame. 547 d'entre eux moururent de maladie et d'épuisement, 254 sont enterrés sur l’île Madame, 226 sur l’île d’Aix, et 67 à Rochefort. 64 prêtres réfractaires, dont Jean-Baptiste Souzy, nommé par l’évêque de La Rochelle, vicaire-général, pour soutenir ses compagnons, ont été béatifiés par le pape Jean-Paul II en 1995.

Mémoriaux au Prêtres
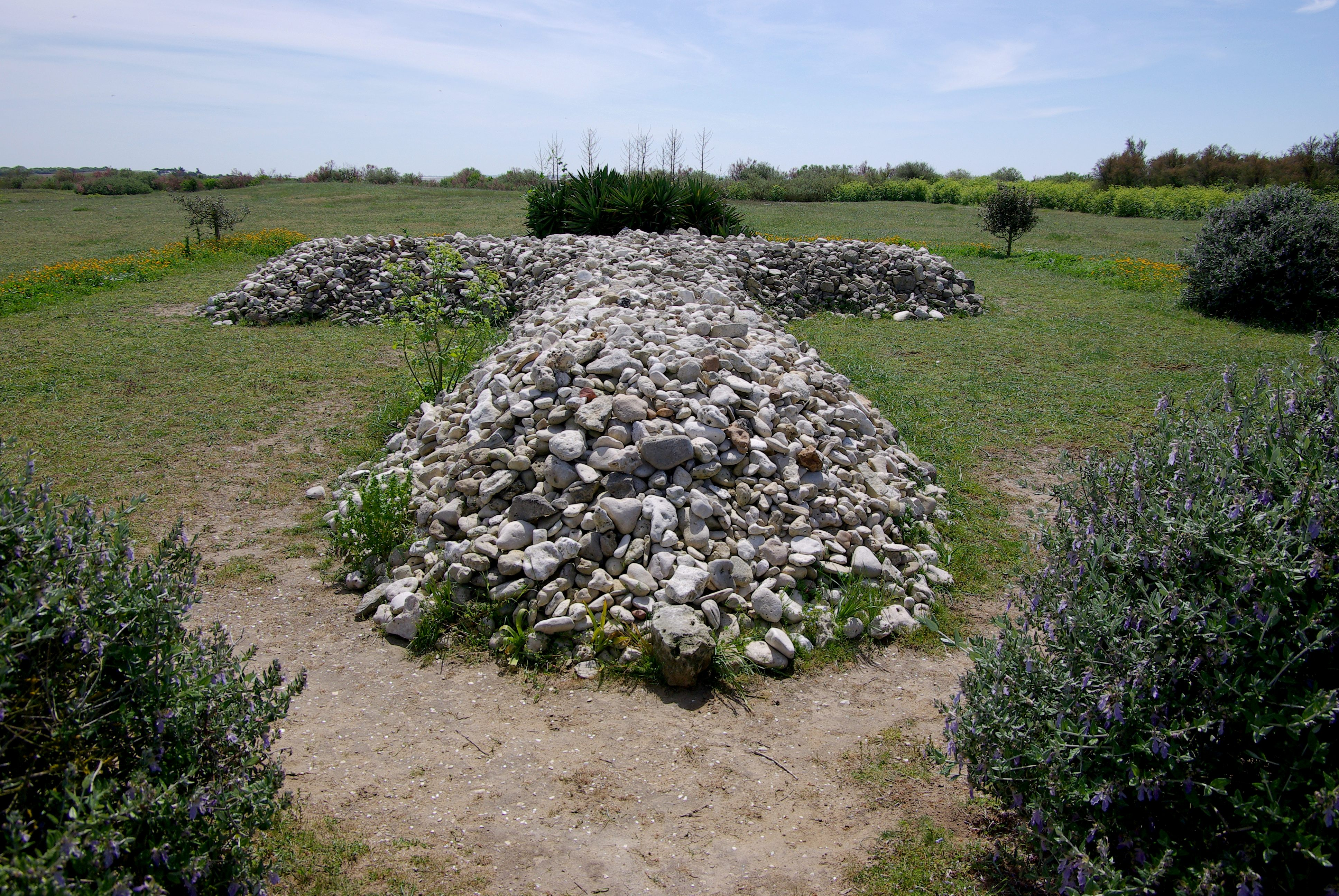
La Croix de galets.
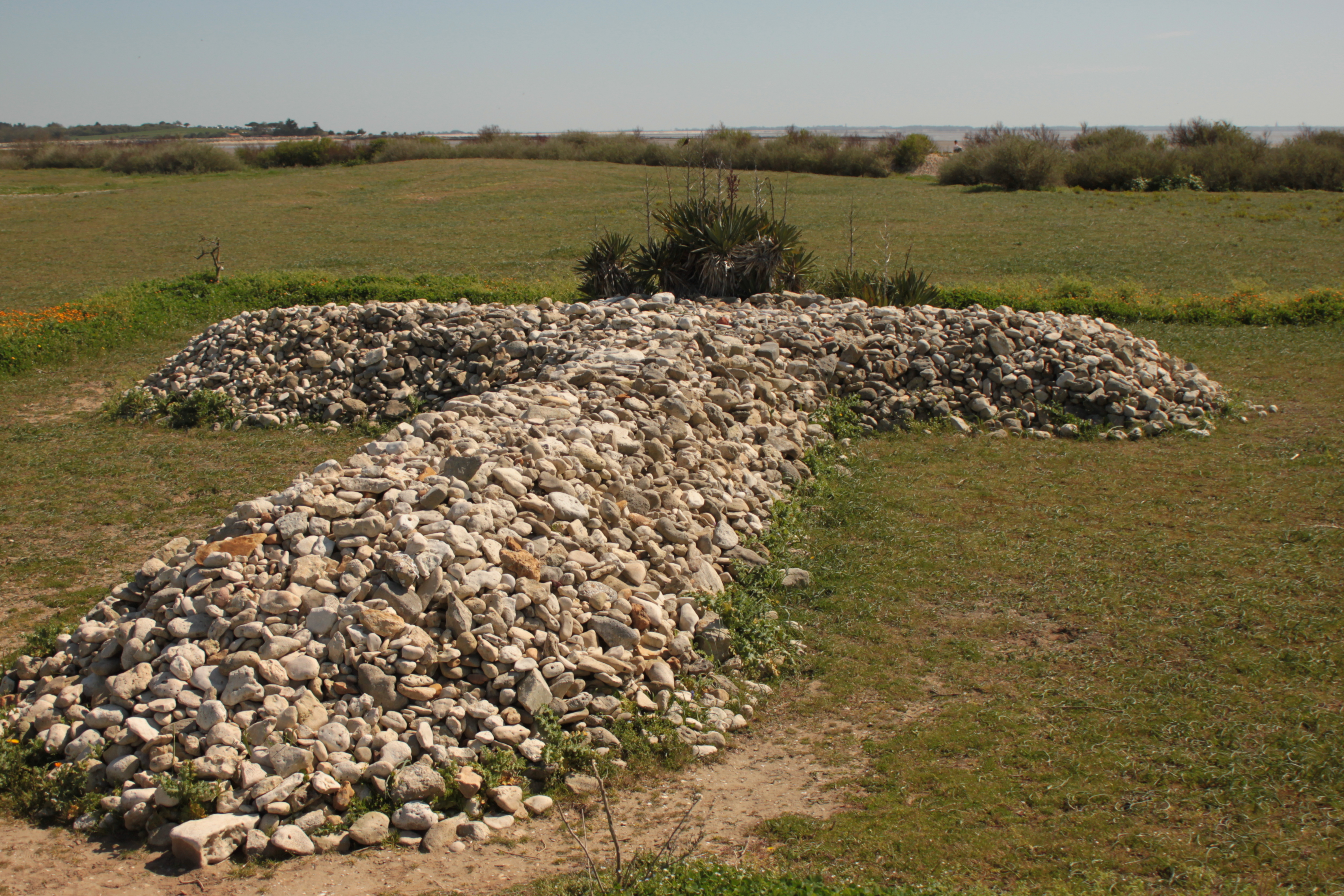
Sépulture symbolique faite de pierres apportées par les pèlerins.
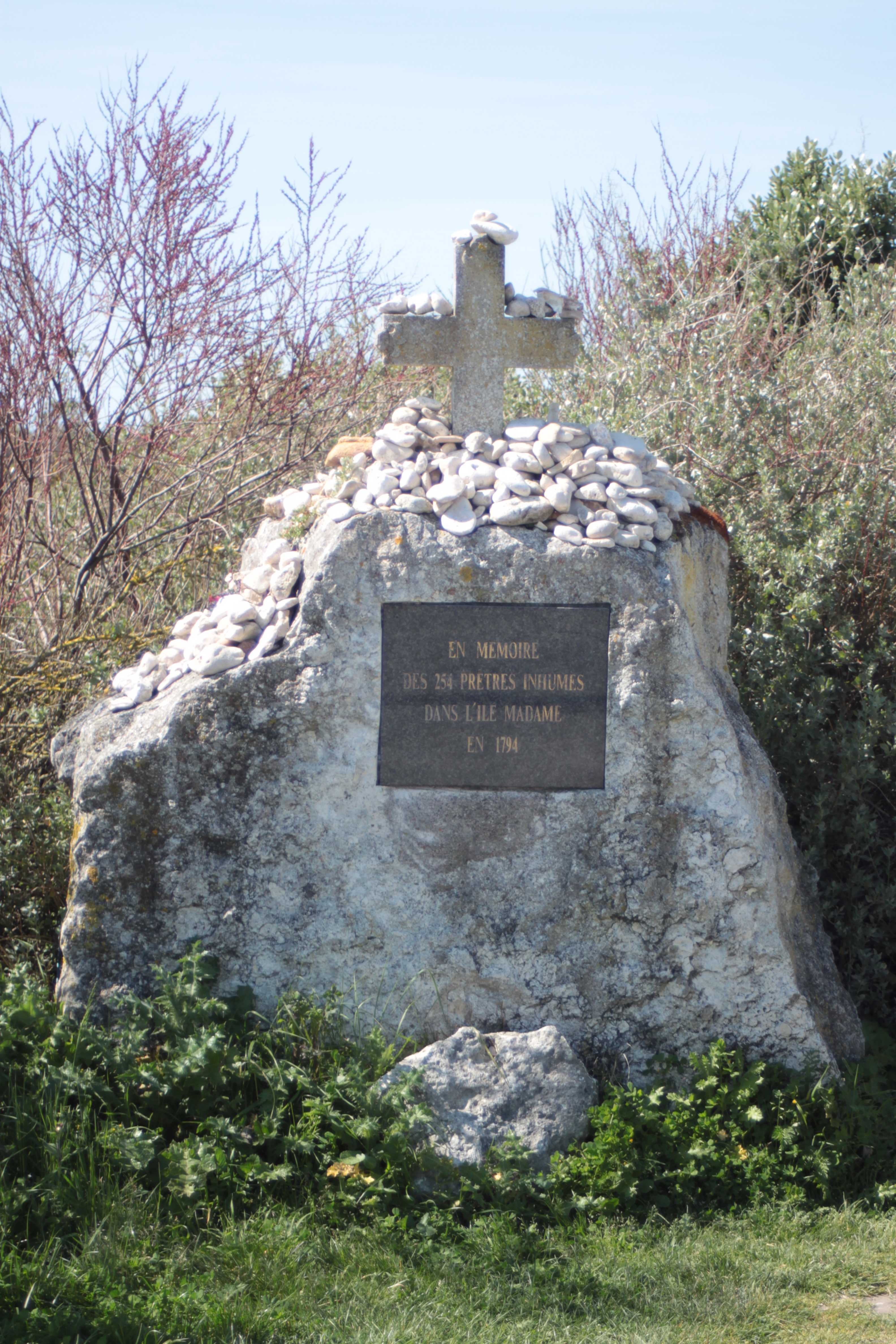
Stèle avec plaque gravée rappelant les prêtres réfractaires enterrés.
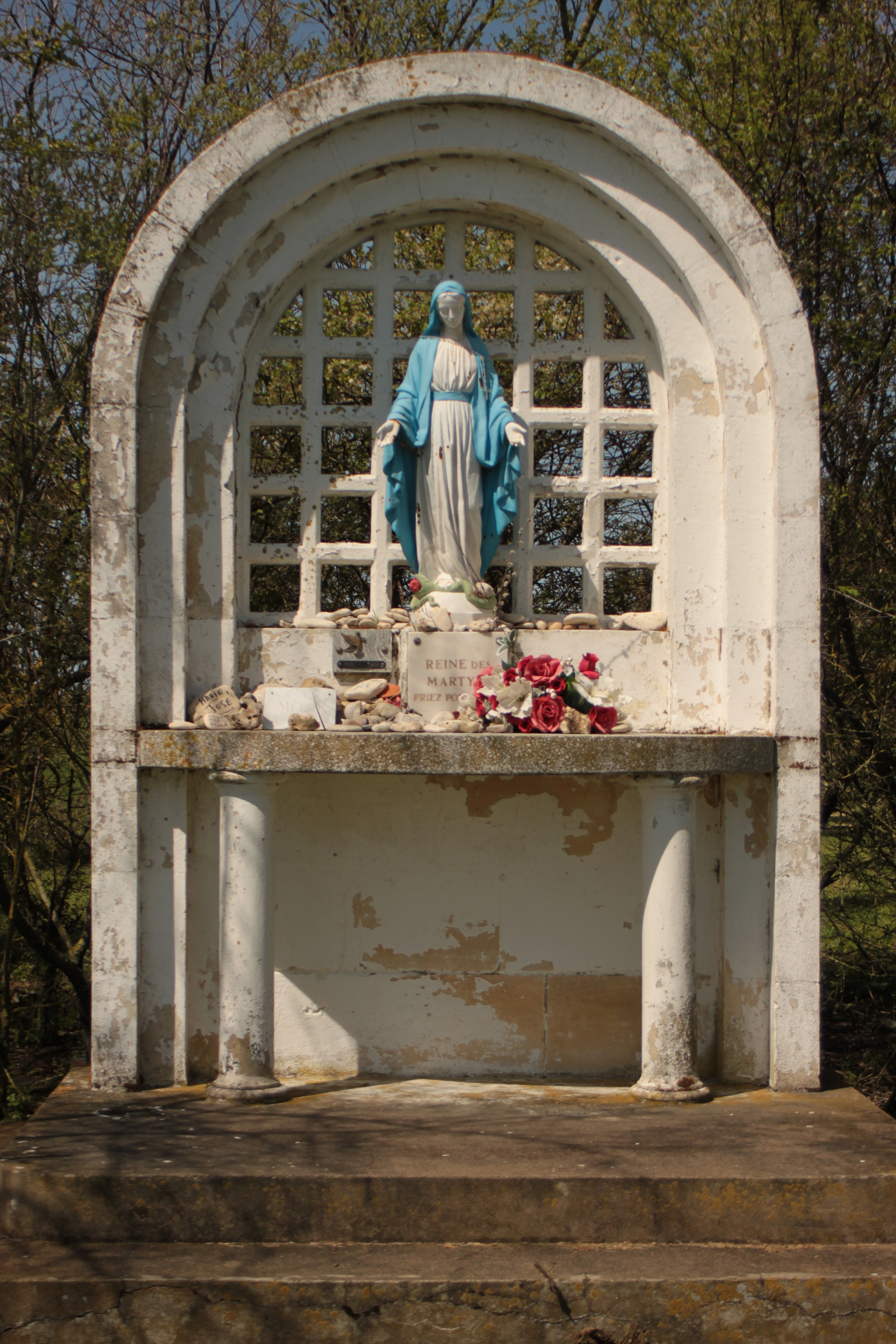
Statue présentée dans une niche, Notre-Dame, Reine des Martyrs.

### XIXesiècle
Après la Semaine sanglante de mai 1871 où les troupes versaillaises écrasèrent la Commune de Paris, des insurgés prisonniers furent envoyés au fort, en attente de leur déportation vers la Guyane ou la Nouvelle-Calédonie. Pour s'approvisionner en eau douce, ils creusèrent au nord de l'île, en 1871-1872, un puits, appelé depuis puits des Fédérés ou puits des Insurgés. Ce puits, foré sur l'estran à 25 mètres du trait de côte, était accessible par une passerelle (interdite en 2013 pour vétusté, elle n'existe plus en 2022).

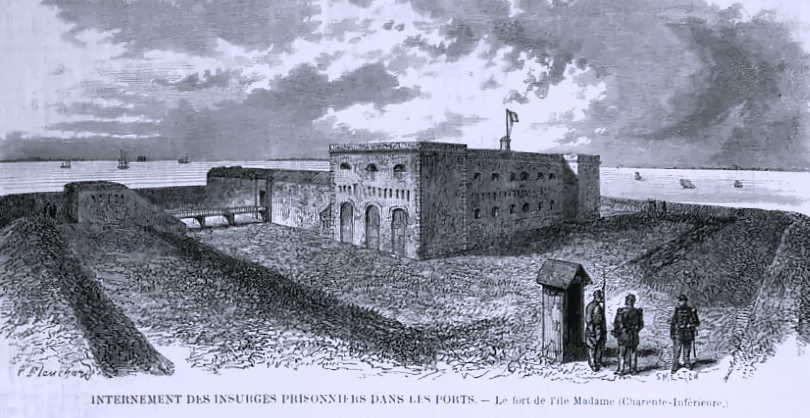
Internement des insurgés prisonniers dans les ports - Le fort de l'île Madame, juillet 1871.
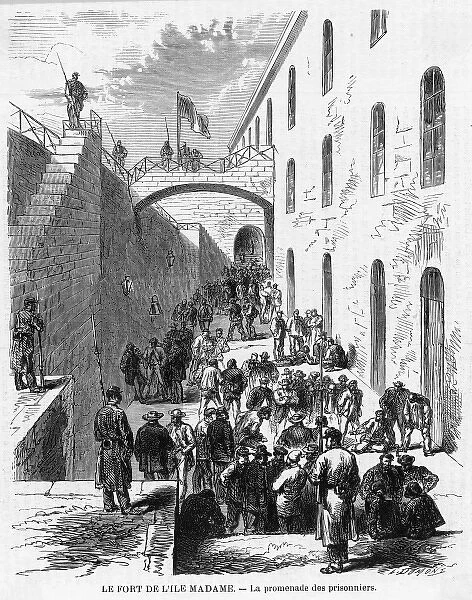
Prisonniers communards en instance de déportation en Guyane ou en Nouvelle-Calédonie, juillet 1871.
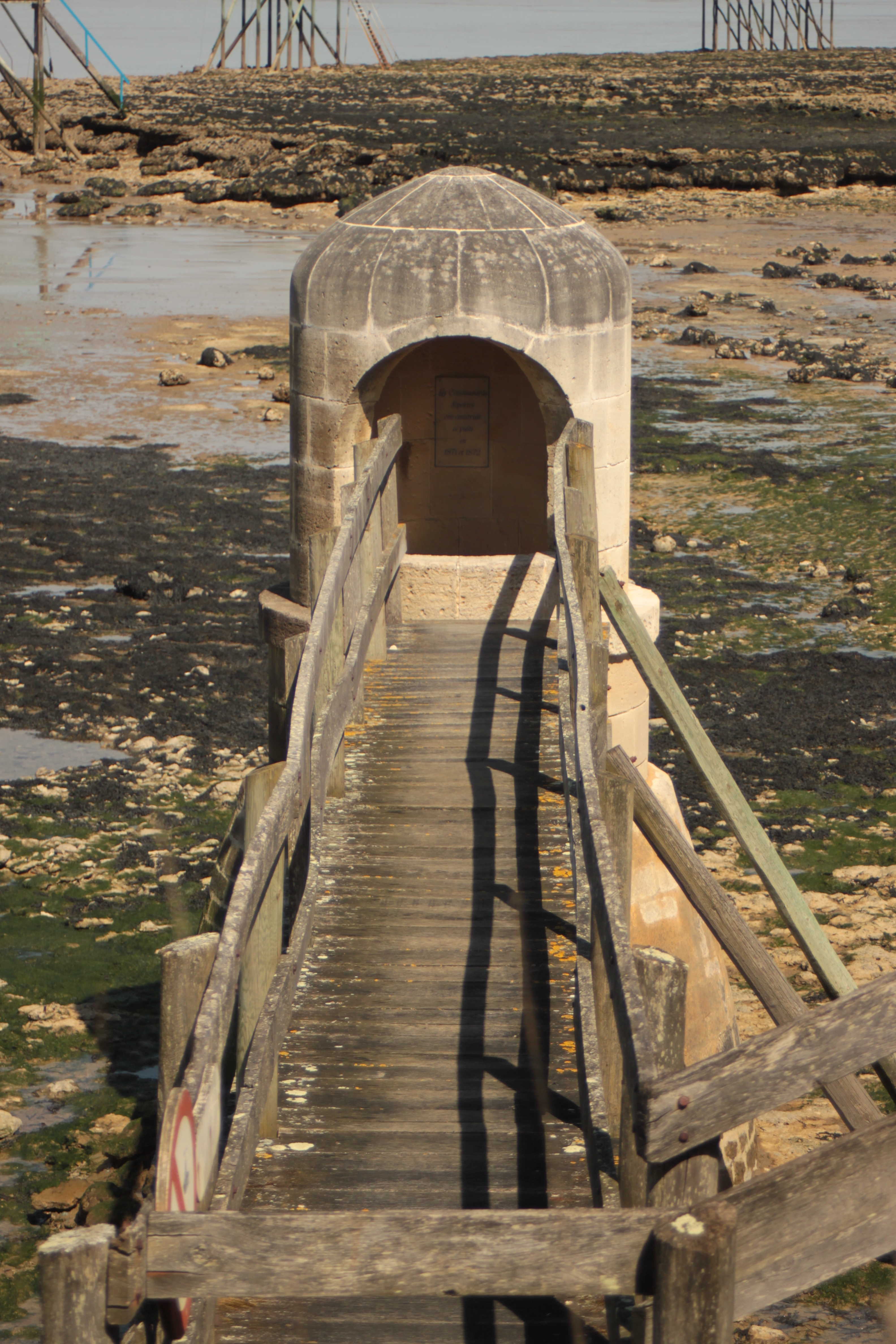
Le puits des Insurgés et son ancienne passerelle d'accès en bois.
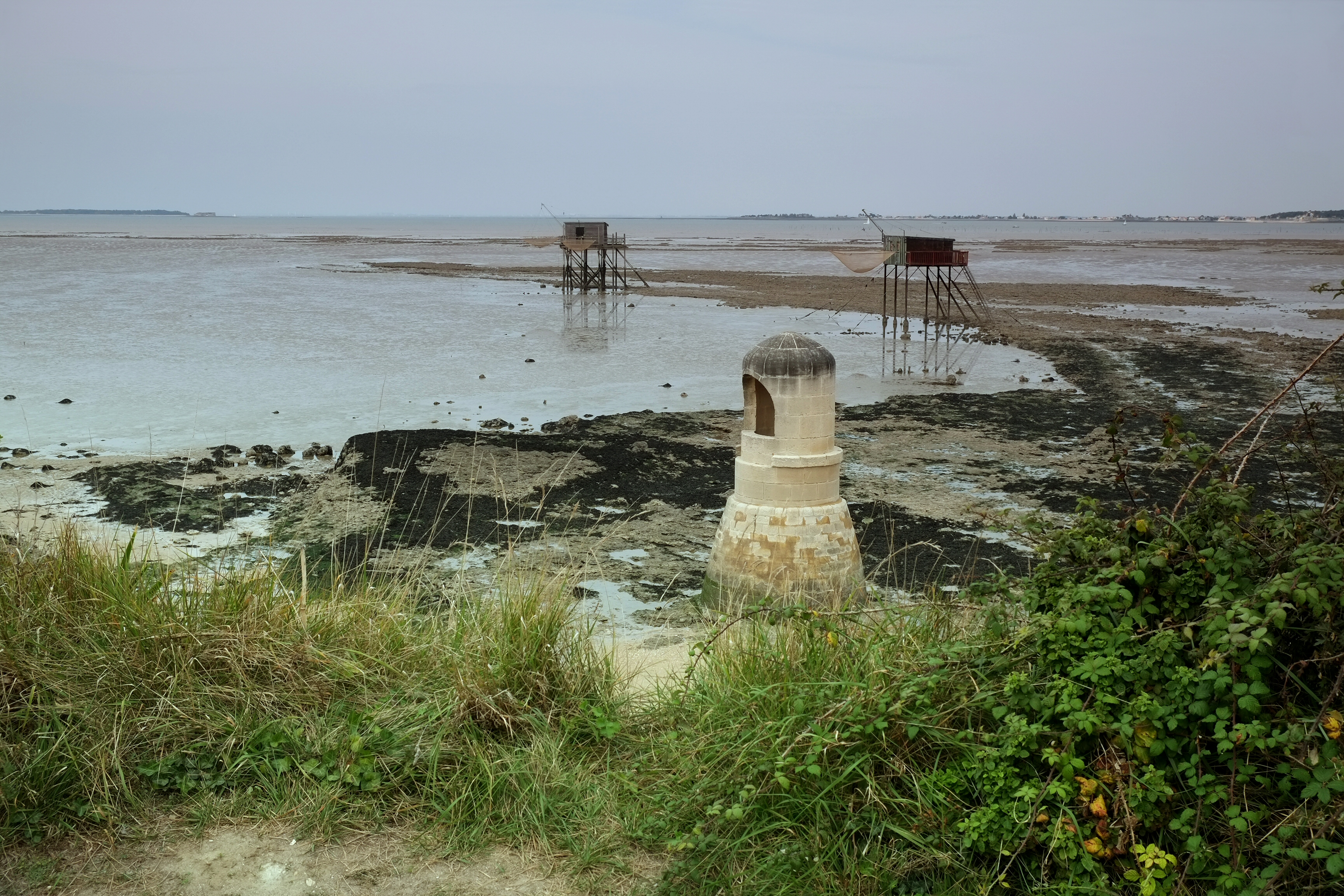
Le puits des Insurgés vu d'un autre angle (sans passerelle). Au loin la côte de Fouras.

## Paléontologie
On trouve 24 espèces d'oursins fossiles du Cénomanien dans les falaises de l'île, ainsi que des espèces bioconstructrices (coraux, rudistes, stromatopores), des huîtres, des madréporaires, des nautiles, des dents de poissons (picnodontes et requins), des vertèbres de reptiles aquatiques (varan Carentonosaurus) et des débris de végétaux fossiles (conifères surtout : Frenelopis et Glenrosa).

## Économie
L'ostréiculture est pratiquée sur la côte ouest de l'île Madame, ainsi que l'aquaculture. La ferme aquacole de l'île est un exemple réussi d'entreprise intégrée dans son milieu naturel. Cette dernière a été créée en 1980 et propose maintenant une ferme auberge où sont servis les produits de l'exploitation : huîtres, palourdes, bars, daurades royales, salicornes, sel récolté dans le marais salant.
Par ailleurs, de nombreux pontons à carrelets sont implantés sur son rivage et l'île est reconnue comme étant un lieu propice à la pêche à pied.
Enfin, l'île Madame s'est ouverte au tourisme : il est possible d'y séjourner depuis l'ouverture d'un camping et de gîtes à louer.

## Galerie

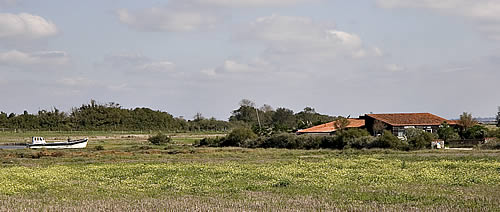
Le bâtiment de la ferme aquacole.
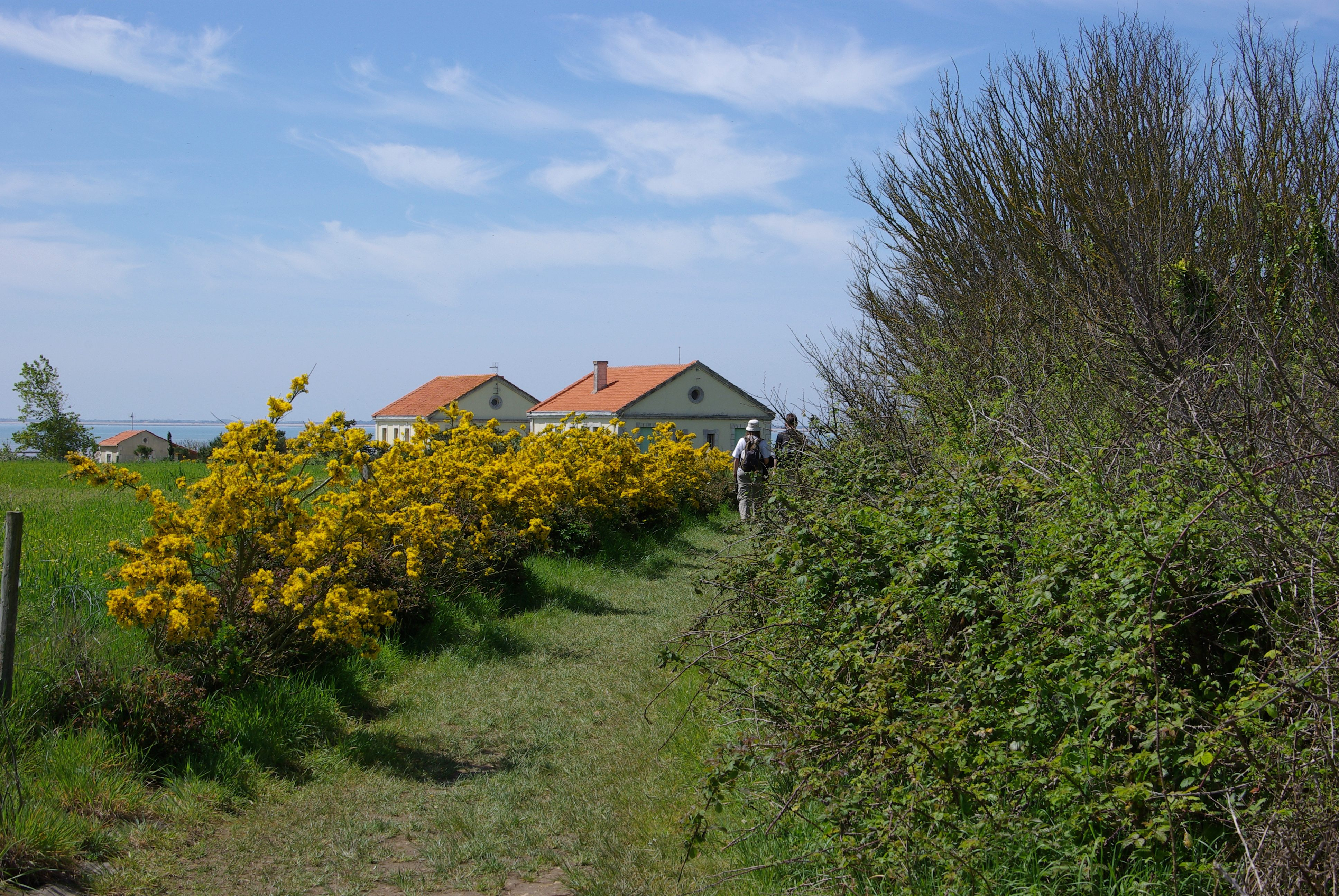
Les seules constructions de l'île avec la ferme, les utilitaires du camping et la redoute.
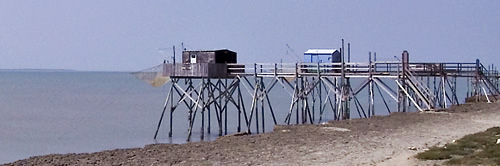
Pontons d'accès et installations de pêche au carrelet sur la côte ouest de l'île.
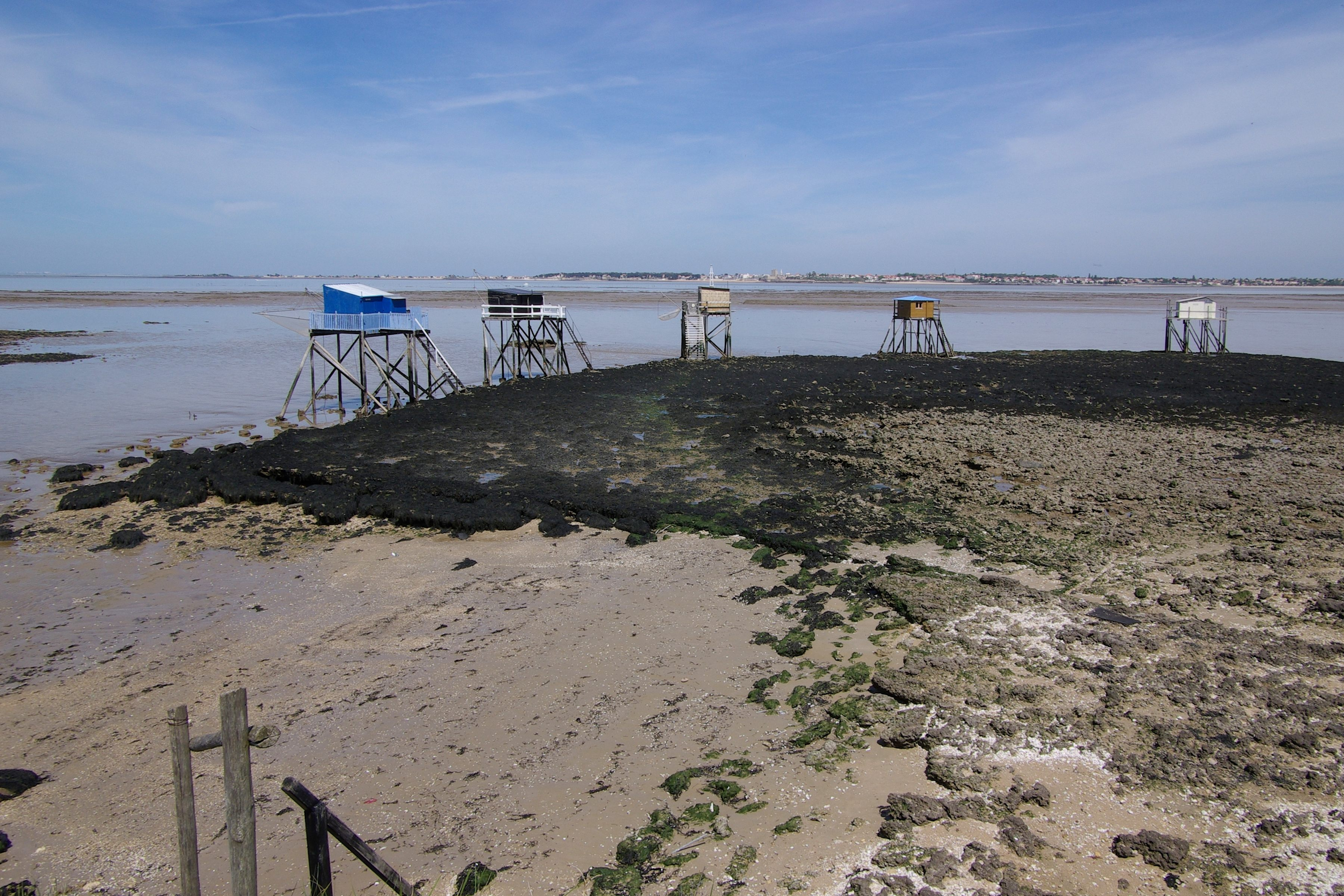
Cabanes de pêche au carrelet (sans ponton d'accès) sur la côte nord de l'île.
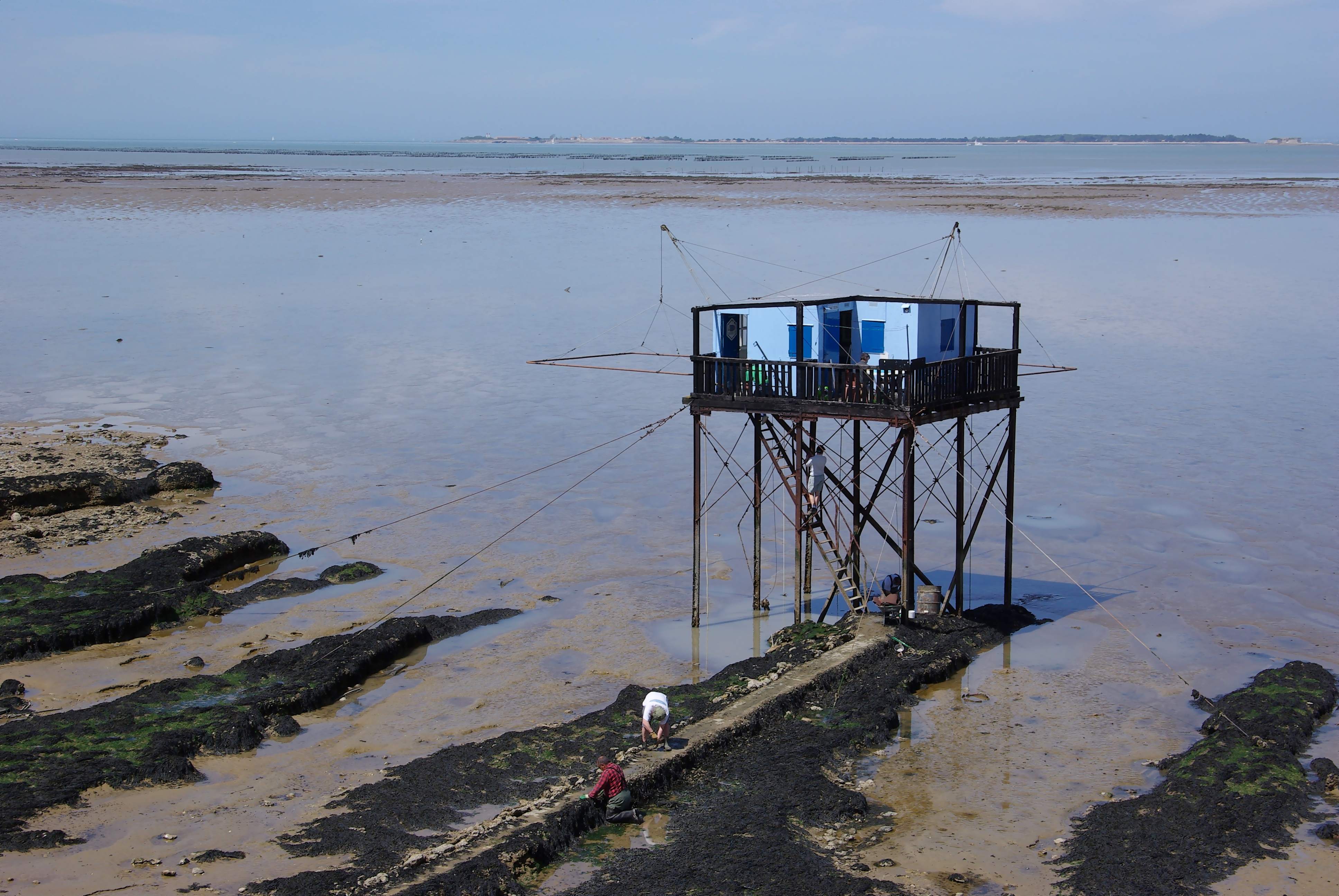
Cabanes de pêche au carrelet (sans ponton d'accès), avec l'île d'Aix au loin.